# Platysphinx constrigilis
Platysphinx constrigilis es una polilla de la  familia Sphingidae. Vuela en África.
Su envergadura alar va de los  55 a los 65 mm. 
El color de tierra de sus alas delanteras es de un verdoso muy pálido a marrón con marcas oscuras, hay un estrecho, oscuro bien definido, con marca desde la costa al centro del margen exterior. Sus alas traseras son amarillas con un gran remiendo negro en la base y dos irregulares bandas rojas paralelas con numerosos puntos rojos pequeños. La parte superior es más verdosa. 
Las hembras son más grandes, más oscuras y con las alas más anchas que los machos.
Las orugas se alimentan en Alchornea cordifolia y Macrolobium macrophyllum. Sphingidae Taxonomic Inventory and distribution.</ref>

## Subespecie
- Platysphinx constrigilis constrigilis (Bosques de Camerún a Angola, el Congo, Uganda y Kenia occidental)
- Platysphinx constrigilis lamtoi Pierre, 1989 (Costa de Marfil)